# Castle Rock (Colorado)
Castle Rock [kæsl ˈɹɑk] ist der County Seat von Douglas County im US-Bundesstaat Colorado. Mit 73.158 Einwohnern (Stand: Volkszählung 2020) ist Castle Rock hinter Highlands Ranch zweitgrößter Ort im Douglas County und liegt in Colorado insgesamt an 19. Stelle. Die Stadt wird als Home Rule Municipality geführt.

## Geschichte
Castle Rock wurde 1874 gegründet, als die Ostgrenze des Douglas Countys in seiner heutigen Lage neugezogen wurde. Castle Rock wurde damals wegen seiner Mittellage als County Seat gewählt.
Die Gegend, in der Castle Rock liegt, war ursprünglich von Indianern besiedelt; diese gehörten den Arapahoe und Cheyenne an und lebten im Land zwischen Arkansas River und South Platte River. Weiße Siedler wurden von den Gerüchten über Goldfunde und durch die Freigabe von Land zur Besiedlung durch das Heimstättengesetz im Jahr 1862 angezogen.

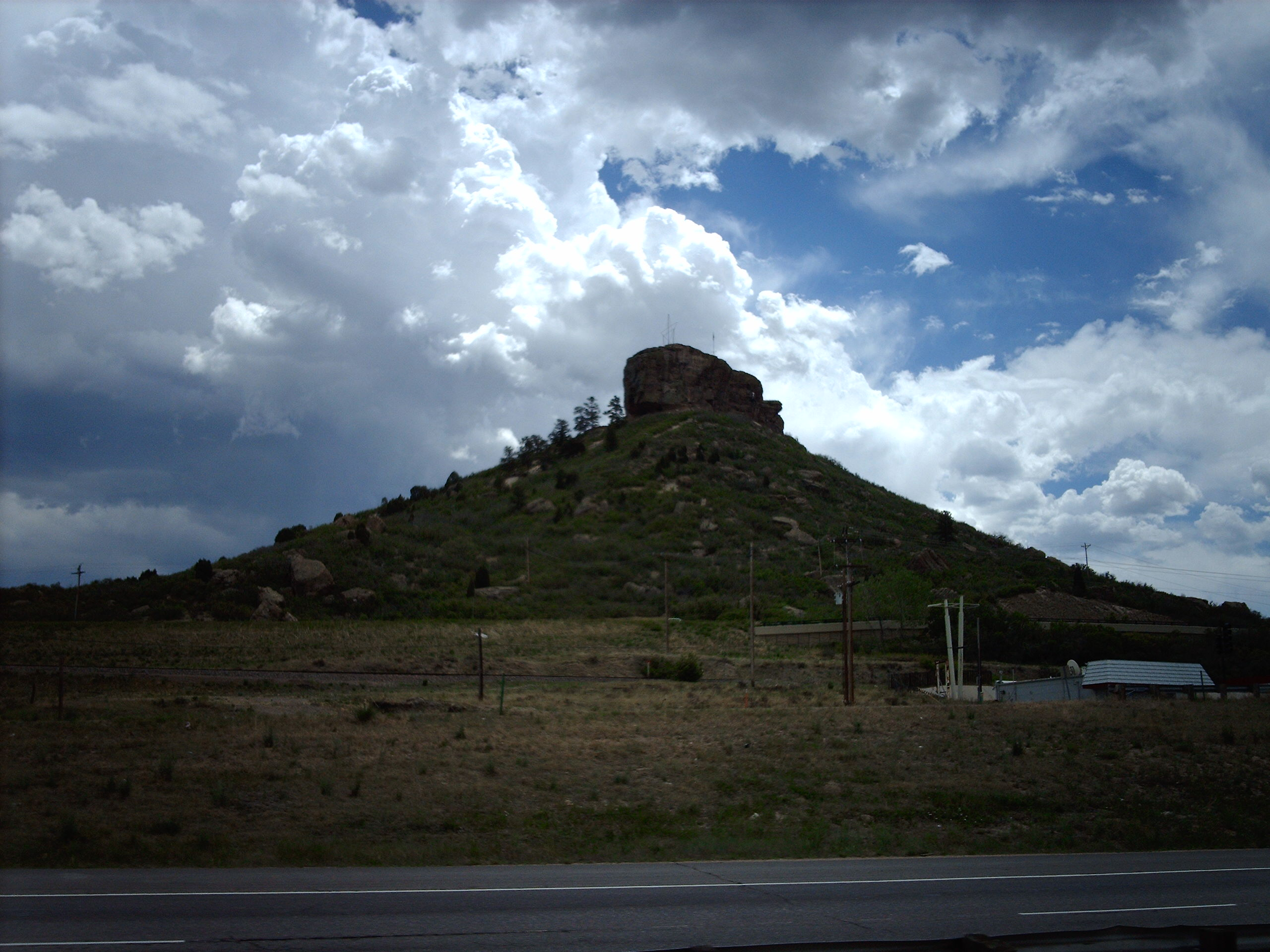
Castle Rock von der Interstate 25 aus gesehen.

Einer der ersten weißen Siedler in dem Gebiet war Jeremiah Gould, der nach dem Gesetz etwa 160 Acre südlich von „The (Castle) Rock“ erworben hatte. Zu dieser Zeit bestand die Ansiedlung nur aus einigen Häusern für Goldgräber, Arbeiter und Cowboys. 1874 schenkte Gould der neuen Stadt, die auch Sitz der Countyregierung wurde, 120 Acres. Es wurden sechs Straßen angelegt, die die Grundlage für die heutige Stadt Castle Rock bildeten: Elbert, Jerry, Wilcox, Perry, Castle und Front Street. 77 Parzellen wurden versteigert und erzielten 3400 US-Dollar, was damals eine bedeutende Summe war.
Letztlich waren nicht Goldfunde, sondern die Entdeckung von Rhyolith für das Anwachsen der Siedlung verantwortlich.
Mit dem Bau der Eisenbahn und einem Lokschuppen kam die Denver and Rio Grande Railway. Das Depot in der Elbert Street beherbergt heute das historische Museum der Stadt.

## Geographie
Die Stadt liegt rund 40 km südöstlich von Denver und 60 km nördlich von Colorado Springs an der Front Range der Rocky Mountains. Der Interstate 25 führt an der Town vorbei und drei Ausfahrten ermöglichen die Zufahrt zur Stadt.
Castle Rocks geographische Koordinaten sind 39° 23′ N, 104° 51′ W. Nach den Angaben des United States Census Bureaus hat die Stadt eine Fläche von 81,9 km², die vollständig auf Land entfallen.
Castle Rock hat seinen Namen von dem nördlich des Ortes liegenden Felsen, der bestiegen werden kann. Der Ort liegt am East Plum Creek, einem Gewässer, das periodisch Hochwasser führt.

## Golfturnier
Von 1986 bis zu seiner Absage 2007 fand jährlich im August ein Golfturnier der PGA Tour statt.

## Demographie
Zum Zeitpunkt des United States Census 2000 bewohnten Castle Rock 20.224 Personen. Die Bevölkerungsdichte betrug 639,9 Personen pro km². Es gab 7447 Wohneinheiten, durchschnittlich 91,0 pro km². Die Bevölkerung Hoquiams bestand zu 93,85 % aus Weißen, 0,47 % Schwarzen oder African American, 0,62 % Native American, 1,10 % Asian, 0,06 % Pacific Islander, 1,86 % gaben an, anderen Rassen anzugehören und 2,04 % nannten zwei oder mehr Rassen. 6,18 % der Bevölkerung erklärten, Hispanos oder Latinos jeglicher Rasse zu sein.
Die Bewohner Castle Rocks verteilten sich auf 7226 Haushalte, von denen in 45,7 % Kinder unter 18 Jahren lebten. 65,3 % der Haushalte stellen Verheiratete, 8,2 % hatten einen weiblichen Haushaltsvorstand ohne Ehemann und 23,3 % bildeten keine Familien. 17,6 % der Haushalte bestanden aus Einzelpersonen und in 3,7 % aller Haushalte lebte jemand im Alter von 65 Jahren oder mehr alleine. Die durchschnittliche Haushaltsgröße betrug 2,78 und die durchschnittliche Familiengröße 3,18 Personen.
Die Stadtbevölkerung verteilte sich auf 31,6 % Minderjährige, 6,9 % 18–24-Jährige, 38,2 % 25–44-Jährige, 18,6 % 45–64-Jährige und 4,7 % im Alter von 65 Jahren oder mehr. Das Durchschnittsalter betrug 32 Jahre. Auf jeweils 100 Frauen entfielen 101,0 Männer. Bei den über 18-Jährigen entfielen auf 100 Frauen 97,6 Männer.
Das mittlere Haushaltseinkommen in Castle Rock betrug 64.138 US-Dollar und das mittlere Familieneinkommen erreichte die Höhe von 72.563 US-Dollar. Das Durchschnittseinkommen der Männer betrug 47.626 US-Dollar, gegenüber 32.328 US-Dollar bei den Frauen. Das Pro-Kopf-Einkommen in Castle Rock war 26.760 US-Dollar. 3,6 % der Bevölkerung und 2,5 % der Familien hatten ein Einkommen unterhalb der Armutsgrenze, davon waren 3,2 % der Minderjährigen und 5,4 % der Altersgruppe 65 Jahre und mehr betroffen.

## Bekannte Bewohner
- Dale Douglass, Profi-Golfer
- Jim Evans, früherer Baseball-Schiedsrichter (umpire)
- Ken Hamblin, Radio-Moderator
- Cortney Palm (* 1987), Schauspielerin
- Nelson Rangell (* 1960), Jazzmusiker
- Ann Strother (* 1983), Basketballspielerin (WNBA)
- Walt Weiss (* 1963), Baseballspieler (MLB)
- Christian McCaffrey (* 1996), Footballspieler (NFL)
- Will Owen (* 1995), Autorennfahrer